# Вікенд (фільм)
«Вікенд» (Уїк-енд, англ. Weekend) — британський романтичний фільм-драма 2011 року, поставлений режисером Ендрю Гейгом; коротка історія стосунків двох чоловіків, які випадково зустрілися у гей-барі і провели разом 48 годин.
У березні 2016 року фільм увійшов до рейтингу 30-ти найвидатніших ЛГБТ-фільмів усіх часів, складеному Британським кіноінститутом (BFI) за результатами опитування понад 100 кіноекспертів, проведеного до 30-річного ювілею Лондонського ЛГБТ-кінофестивалю BFI Flare.

## Сюжет
Одного разу в п'ятницю після вечірки з друзями Рассел вирушає до гей-клубу в Ноттінгемі і зустрічає там Глена. Наступного ранку Глен розпитує Рассела про події попередньої ночі, про те що сталося, коли вони зустрілися в клубі. Глен записує відповіді на диктофон, пояснюючи, що інтерв'ю йому потрібне для арт-проекту про гей-секс і небажання суспільства обговорювати цю тему.
Наступні кілька днів Глен і Рассел проводять разом, розмовляють, палять травичку і займаються сексом.
Глен не чекає від цієї зустрічі нічого особливого, він вже має невдалий досвід стосунків і не вірить в кохання. Крім того, йому пора вирушати до США, звідки він вже не повернеться. Рассел — досить замкнута людина, він провів дитинство в прийомних сім'ях і не знає, хто його справжні батьки. Рассел хоч і є відкритим геєм, все ж намагається зайвий раз цю тему не обговорювати навіть зі своїми друзями. Він намагається переконати Глена, що у відносинах між людьми може бути щось більше, ніж просто гарний секс, а Глен учить Рассела, що не треба боятися відкрито демонструвати свою гомосексуальність. Чоловіки ще не знають, що ці вихідні змінять їхні життя.

## У ролях
| Том Каллен    | ···· | Рассел |
| Кріс Нью      | ···· | Глен   |
| Лаура Фріман  | ···· | Джилл  |
| Лорето Мюррей | ···· | Кеті   |
| Джонатан Райт | ···· | Джонні |

## Відгуки
Фільм був добре зустрінутий критиками. На сайті Rotten Tomatoes 95 % критиків (з 59 рецензентів) дали стрічці позитивну оцінку з середнім балом 7.8 з 10 можливих.
Витяг з огляду фільму в журналі «Искусство кино» (Росія):
|  | В міру натуралістичний, відвертий і в той же час позбавлений грубої сентиментальності, фільм Ендрю Гейґа — доволі рідкісний екземпляр: це історія кохання, що здається цілком правдоподібною… Досвідчений монтажер Ендрю Гейґ виявився талановитим сценаристом і режисером: ретельно виписані, живі, об'ємні персонажі з яскравими характерами, блискуче зіграні двома молодими акторами, а також професійна робота оператора Урсули Понтікос — безперечні достоїнства цієї візуально органічної експресивної стрічки. Оригінальний текст (рос.) В меру натуралистичный, откровенный и в то же время лишенный грубой сентиментальности, фильм Эндрю Хая — довольно редкий экземпляр: это история любви, кажущаяся вполне правдоподобной… Опытный монтажер Эндрю Хай оказался талантливым сценаристом и режиссером: тщательно выписанные, живые, объемные персонажи с яркими характерами, блестяще сыгранные двумя молодыми актерами, а также профессиональная работа оператора Урсулы Понтикос — несомненные достоинства этой визуально органичной экспрессивной картины. |

## Визнання
| Нагороди та номінації фільму «Вікенд» | Нагороди та номінації фільму «Вікенд»                           | Нагороди та номінації фільму «Вікенд»    | Нагороди та номінації фільму «Вікенд»       | Нагороди та номінації фільму «Вікенд» | Нагороди та номінації фільму «Вікенд» |
| Рік                                   | Кінофестиваль/кінопремія                                        | Категорія/нагорода                       | Номінант                                    | Результат                             |                                       |
| ------------------------------------- | --------------------------------------------------------------- | ---------------------------------------- | ------------------------------------------- | ------------------------------------- | ------------------------------------- |
| 2011                                  | Премія британського незалежного кіно                            | Найперспективніший початківець           | Том Галлен                                  | Перемога                              |                                       |
| 2011                                  | Премія британського незалежного кіно                            | Найращі досягнення в області виробництва | Найращі досягнення в області виробництва    | Перемога                              |                                       |
| 2011                                  | Кінофестиваль SXSW                                              | Приз глядацьких симпатій                 | Вікенд                                      | Перемога                              |                                       |
| 2011                                  | ЛГБТ-кінофестиваль «Фреймлайн» у Сан-Франциско                  | Приз глядацьких симпатій                 | Вікенд                                      | Перемога                              |                                       |
| 2011                                  | Лесбійсько-геївський кіно-відео фестиваль «Навиворіт» у Торонто | Найкращий кіно або відео-фільм           | Вікенд                                      | Перемога                              |                                       |
| 2011                                  | Кінофестиваль у Нешвіллі                                        | Приз за художню особливість              | Ендрю Гейґ                                  | Перемога                              |                                       |
| 2011                                  | Кінофестиваль у Нешвіллі                                        | Найкращий актор                          | Том Каллен                                  | Перемога                              |                                       |
| 2011                                  | Лондонський кінофестиваль                                       | Найкращий британський новачок            | Том Каллен (актор)                          | Номінація                             |                                       |
| 2011                                  | Лондонський кінофестиваль                                       | Найкращий британський новачок            | Кріс Нью (актор)                            | Номінація                             |                                       |
| 2011                                  | ЛГБТ-кінофестиваль Аутфест                                      | Видатний міжнародний художній фільм      | Вікенд                                      | Перемога                              |                                       |
| 2011                                  | Гамбурзький лесбійсько-геївський кінофестиваль                  | Приз Globula за найкращий художній фільм | Вікенд                                      | Перемога                              |                                       |
| 2011                                  | Паризький ЛГБТ-кінофестиваль Chéries-Chéris                     | Гран-прі за найкращий фільм              | Вікенд                                      | Номінація                             |                                       |
| 2011                                  | Чеський гей-лесбійський кінофестиваль                           | Приз глядацьких симпатій                 | Ендрю Гейґ (режисер), Bureau (кінокомпанія) | Перемога                              |                                       |
| 2012                                  | Геївсько-лесбійська Асоціація критиків в царині розваг (GALECA) | Фільм ЛГБТ-тематики року                 | Вікенд                                      | Перемога                              |                                       |
| 2012                                  | Геївсько-лесбійська Асоціація критиків в царині розваг (GALECA) | Найкращий фільм року                     | Вікенд                                      | Перемога                              |                                       |
| 2012                                  | Премія Лондонського кола кінокритиків                           | Прорив британського кінематографіста     | Ендрю Гейґ                                  | Перемога                              |                                       |
| 2012                                  | Премія Лондонського кола кінокритиків                           | Британський актор року                   | Том Каллен                                  | Номінація                             |                                       |
| 2012                                  | Роттердамський міжнародний кінофестиваль                        | Премія MovieZone                         | Ендрю Гейґ                                  | Перемога                              |                                       |
| 2012                                  | Міланський міжнародний лесбійсько-геївський кінофестиваль       | Спеціальна нагорода за найкращий фільм   | Вікенд'                                     | Перемога                              |                                       |
| 2012                                  | Міланський міжнародний лесбійсько-геївський кінофестиваль       | Приз глядацьких симпатій                 | Вікенд'                                     | Перемога                              |                                       |